# Plecotus sacrimontis
Plecotus sacrimontis är en fladdermus i familjen läderlappar som förekommer i Japan och på de ryska Kurilerna. Populationen listades tidigare som underart till brunlångöra (Plecotus auritus) och den godkänns sedan 2006 som art.

## Utseende
Arten är inom släktet Plecotus medelstor till stor. Den mjuka, täta och ulliga pälsen har en brun färg. Kännetecknande är en mörkbrun region kring nosen och ögonen som liknar en ansiktsmask. Fladdermusen har ganska tjocka yttre öron och en tjock flygmembran som kan vara ljusare brun än pälsen. Några individer har längre vita hår nära sin anus och ibland är vissa delar av svansflyghuden täckta med päls. Hos Plecotus sacrimontis förekommer stora tummar och alla tår är utrustade med böjda, ljusgula klor.
Ett exemplar från Kurilerna hade en kroppslängd (huvud och bål) av 56 mm, en svanslängd av 51 mm och en vikt av 9,1 g. Underarmarna var 43,5 mm långa och öronens längd var 38,2 mm. Andra individer från Kurilerna hade en vingspann av 278 till 291 mm. Enligt studien ska tidiga mätningar från Japan haft ungefär samma resultat.

## Utbredning och ekologi
Utbredningsområdet sträcker sig över Japans stora öar med undantag av Kyushu och Honshus sydvästra del. Från Shikoku är bara enstaka fynd dokumenterade. Arten når även några mindre japanska öar i närheten och Kurilernas två sydligaste öarna. Den vistas främst i kulliga områden och i bergstrakter mellan 700 och 1700 meter över havet.
Individerna vilar på dagen i trädens håligheter eller ibland i grottor samt i byggnader. De besöker på natten alla angränsande landskap för att jaga, inklusive människans samhällen.

## Status
För Plecotus sacrimontis finns inga anmärkningsvärda hot och den listas av IUCN som livskraftig (LC).